# Crotalaria ledermannii

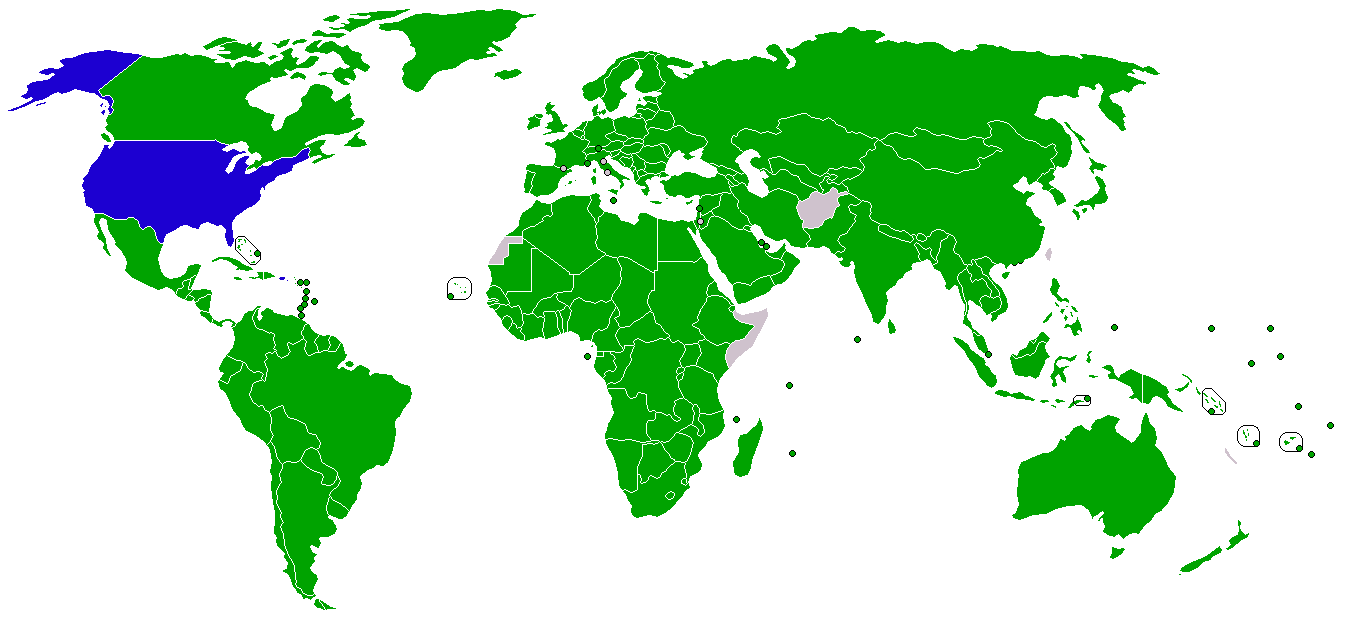
Legenda.

Crotalaria ledermannii é uma espécie vegetal da família Fabaceae.
Pode ser encontrada nos seguintes países: Camarões e Nigéria.
Os seus habitats naturais são: florestas secas tropicais ou subtropicais e campos de gramíneas subtropicais ou tropicais secos de baixa altitude.
Esta espécie está ameaçada por perda de habitat.